# Никифорово (Новгородская область)
Ники́форово — деревня в Мошенском районе Новгородской области России.
Расположена в четырёх километрах к югу от районного центра Мошенское. С востока от деревни протекает река Уверь, приток Мсты. Ближайшие населённые пункты — деревни Ласичиха, Дмитрово и Рагозино.
Бывшая колхозная деревня, ныне напоминает дачный посёлок, в котором жизнь становится более активной с наступлением весны за счет дачников. Чистый воздух, красивая природа, грибные и ягодные места, прохлада тихой речки сделали этот край родным для многих (не коренных жителей).
С наступлением первых морозов, активность деревни заметно падает, лишь небольшое число местных жителей остаются зимовать.
Сельское хозяйство деревни, ограничивается обработкой частных земельных участков, выращиванием свойственных для данной местности овощных и плодовых культур (картофель, морковь, свёкла, лук, чеснок, огурцы, красная и чёрная сморода, крыжовник). Плодовые деревья часто вымерзают в суровые зимы. Животноводство в деревне Никифорово практически отсутствует.
В деревне существует система водоснабжения, смонтированная в 70-х годах (водонапорная башня, колонки водоразборные, в некоторые дома проведён водопровод). Система водоснабжения устарела и требует ремонта. До прокладки водопровода, жители деревни использовали воду, для приготовления пищи и бытовых целей, взятую из реки Уверь. В деревне: дворов — 29, деревянных домов — 31.
В деревне нет постоянных торговых точек, ближайшие магазины находятся районном центре с. Мошенское, один раз в неделю, приезжает автолавка.

## Исторические факты
До середины 80-х в деревне действовал клуб, (ныне частный дом) в котором проходили, колхозные собрания, киносеансы, танцы, выступали выездные творческие группы.
Праздник «Кузьма» отмечался жителями деревень Никифорово и Ласичиха (С какими событиями был связан этот праздник неизвестно, информация отсутствует).
До перестройки, в деревне были сельскохозяйственные, колхозные строения: скотный двор, телятник, конюшня, амбары. Деревня входила в состав колхоза им. Кирова (Ныне Кировское сельское поселение). Продукция производимая в деревне Никифорово (до перестройки): молоко, мясо, картофель, лён, злаковые культуры, кормовые культуры.

## Описание природы
Холмистый рельеф местности. К востоку от деревни протекает река Уверь, за рекой, преимущественно хвойный лес с небольшими, проходимыми болотам и возвышенностями.
- Ягоды: черника, брусника.
- Деревья: ель, сосна, берёза, осина.
- Встречающиеся животные: заяц, лиса, белка, кабан, лось.
- Птицы: тетерев, сова, коршун, утки и др.
- Так же: ужи, ящерицы.

Река Уверь в черте деревни, имеет ширину приблизительно 25 метров, (в апреле, мае 30-35 м.).Глубина в середине русла 2,5-3 метра, весной уровень воды в реке поднимается на 2-3 метра, по сравнению с летним периодом. 

- Рыба: щука, окунь, плотва, язь, ёрш, уклейка, лещ, налим.
- Животные: бобры, ондатры.

К западу от деревни бывшие колхозные поля, постепенно зарастающие лиственными деревьями и кустарником.
Общее описание: луга, холмы, перелески, малинники, небольшие болота.

## Галерея
- Фотографии окрестностей Никифорово
- Разрушенный скотный двор в Никифорово.
- Река Уверь в Никифорово
- Река Уверь в д. Никифорово
- Церковь в Никифорово. Архивировано из оригинала 15 октября 2011 года.

Документы, в которых упоминается д. Никифорово:
- Постановление Администрации Новгородской области от 27.10.1998 N 430 (ред. от 30.05.2007)  (недоступная ссылка)